# زوزقية
الزوزقية (الاسم العلمي: Limenitidinae)، فُصيلة حشرات فراشية من فصيلة الحورائيات. تضم أربع قبائل.